# La Maya (Berg)
La Maya  ist ein Berg oberhalb der Ortschaft  St-Martin im Schweizer Kanton Wallis und hat eine Höhe von 2916 m ü. M. Er liegt zwischen den Tälern Val d’Hérens im Westen und Val de Réchy im Osten.